# Gennep
Gennep este o comună și o localitate în provincia Limburg, Țările de Jos.

## Localități componente
Aaldonk, Dam, De Looi, Diekendaal, Gennep, Heijen, Hekkens, Milsbeek, Ottersum, Smele, Ven-Zelderheide, Zelder.